# Persicaria poiretii
Persicaria poiretii är en slideväxtart som först beskrevs av Meissn., och fick sitt nu gällande namn av Karen Louise Wilson. Persicaria poiretii ingår i släktet pilörter, och familjen slideväxter. Inga underarter finns listade i Catalogue of Life.